# Infanterie libyco-punique
Sauf précision contraire, les dates de cet article sont sous-entendues « avant l'ère commune » (AEC), c'est-à-dire « avant Jésus-Christ ».
Tite-Live  décrit l' infanterie libyco-punique comme « mixtum Punicum Afris genus », prenant probablement Polybe comme source. Elle constituait la force la plus loyale et capable de l'armée carthaginoise. Par cette expression de Tite-Live, il faut voir « une race punique mêlée d'africains». Les libyco-puniques sont décrits comme des individus de culture mixte, à moitié punique et à moitié africain. Un mélange de culture libyque et punique, ils vivaient dans le territoire Carthage en Afrique, tels que Utique ou Hadrumentum.

## Historique
Autour du Ve siècle av. J.-C., les Libyco-puniques ont commencé à être trouvés dans d'autres établissements carthaginois autour de la Méditerranée, comme en Ibérie et en Sicile, où ils ont été utilisés pour augmenter la population dans les colonies carthaginoises.
La population libyco-punique partage de nombreuses caractéristiques et des traits avec les citoyens de Carthage, mais ils n'ont pas les mêmes droits.
Les Libyco-puniques étaient présents dans toutes les principales batailles des guerres puniques. Ils ont combattu contre les Romains, les Libyens, les peuples italiens, les Grecs et les Ibères. Vers le IIIe siècle av. J.-C., les libyco-puniques étaient l'unique ethnie sous domination carthaginoise, et elle était obligée par la loi de fournir des soldats à la métropole. Une fois recrutés, néanmoins, il existe des indices qu'ils recevaient un salaire aussi copieux que celui des troupes mercenaires. Polybe affirme qu'ils constituaient le noyau de la cavalerie, en plus de fournir les troupes d'infanterie.
Antérieurement à la première guerre punique, les Libyco-puniques étaient équipés de heaumes et de cuirasses de fer. Ils portaient de grands boucliers blancs qui protégeaient la plus grande partie de leur corps, et ils marchaient en formation lente et ordonnée (très probablement du même style que la phalange macédonienne).
Au début de la guerre, on les décrit équipés à la manière hoplitique tardive, comme les mercenaires grecs. Ils portaient un heaume métallique, une cuirasse de lin, des boucliers ronds et des lances longues similaires à la sarisse, en plus d'épées courtes.
Ils utilisaient également, en d'autres occasions, les armures prises aux principes et hastati romains, surtout après la victoire d'Hannibal Barca à la bataille du lac Trasimène en 217 ; ils complétaient cet équipement avec des casques thraces ou pris à l'ennemi, et une lance courte ou javelot (longche), de laquelle dérivait leur nom de longchoporoi.
Quand Hannibal fut disposé à envahir l'Italie, il laissa en Hispanie 450 cavaliers et 11 850 fantassins libyphéniciens sous le commandement de son frère Hasdrubal.

## Armement
Bien qu'ils soient armés avec le bouclier et la lance traditionnelle hoplite comme les autres troupes carthaginoises, ces guerriers d'élite sont équipés d'une cuirasse en métal, et d'une épée courte comme arme secondaire pour le combat rapproché. Ils sont très polyvalents, mais leurs lourdes armures et armement leur permet dans les batailles de triompher des plus hardis adversaires.
Ils étaient armés et protégés à peu près comme leurs ennemis grecs en Sicile. Ils ont le bouclier rond traditionnel de l'hoplite grec, mais avec utilisation plus poussée des lances. Les lanciers étaient équipés de manière similaire à celle des hoplites grecs. Cet équipement se composait d'une lance lourde de 5 à 7 m de longueur, avec pointe et extrémité en fer, qui se maniait avec les deux mains. En outre, ils portaient une longue épée pour le combat à courte distance et un bouclier rond de 60 cm de diamètre et de forme concave, pensé pour se porter au bras, et qui disposait d'une poignée (antilabé) à son extrémité ainsi qu'une courroie (telamon) qui permettait de le transporter avec aisance, en même temps que, enroulée autour du bras gauche et passée autour du corps, elle permettait de mieux le fixer durant la charge.  Ils ont une phalange de qualité, capable de résister à la fois aux Romains et à leurs homologues grecs. Ces libyco-puniques ont été également armés de cottes de mailles, qui leur permet de jouer un rôle comme une phalange d'infanterie lourde. En outre, leur formation s'est améliorée grâce à des conseillers grecs et phéniciens.
Les boucliers de la phalange carthaginoise étaient généralement peints en blanc. Les motifs décoratifs les plus caractéristiques étaient l'étoile, le palmier ou le cheval, symboles de la ville de Carthage, comme le démontrent leurs pièces de monnaie. Ces mêmes boucliers sont décrits par Mamercus, tyran de Catane, après les avoir obtenus d'une partie des mercenaires grec de Timoléon: "Ces boucliers teints de pourpre, incrustés d'or, de marbre et de corail, nous les avons pris avec l'aide de pauvres boucliers, petits et sans valeur".